# Michal Semín
Michal Semín (* 21. září 1967 Praha) je český novinář, komentátor, překladatel a spisovatel. Je bývalý ředitel Občanského institutu a Institutu svatého Josefa (do roku 2014). Od prosince 2011 je předsedou Akce D.O.S.T.

## Život
Vystudoval Pedagogickou fakultu Univerzity Karlovy, ze které dokonce byl v říjnu 1989 za svou účast v Hnutí za občanskou svobodu vyloučen (v lednu 1990 mu byl umožněn návrat). Po listopadu 1989 byl spoluzakladatelem Občanského institutu, v jehož čele stál do roku 2003, kdy ho vystřídal Roman Joch. Na přelomu let 2004 a 2005 z Občanského institutu vystoupil a založil Institut svatého Josefa. Ve volbách do Evropského parlamentu v roce 2009 kandidoval na předposledním místě kandidátní listiny za Stranu svobodných občanů.
Michal Semín zastává křesťanské konzervativní názory, za základ státu a společnosti považuje rodinu. Je odpůrcem interrupcí, státem uznávaných homosexuálních svazků, feminismu a sociálního liberalismu. Je zastáncem pozic katolického tradicionalismu. Několik let byl zakládajícím členem a předsedou sdružení pro tradiční mši Una Voce Česká republika. Přispívá též do tradicionalistického časopisu Te Deum, kde je členem redakce. Vyslovuje se proti společným modlitbám s jinověrci, například muslimy nebo hinduisty, a proti ekumenismu vůbec.
I přes některé názorové rozdíly se současným Občanským institutem (Semín je např. kritikem americké neokonzervativní a izraelské zahraniční politiky), s touto organizací nadále spolupracuje. Je též publicisticky činný, jeho články vycházejí v některých českých denících a podílí se na tvorbě časopisu Te Deum. V poslední době se výrazně angažuje za právo rodičů vyučovat své děti doma. Vzhledem ke svým názorům byl v rozporu s kardinálem Miloslavem Vlkem a liberálnější částí Katolické církve.
Dne 5. června 2019 dostal v prvním kole hlasování v Poslanecké sněmovně nejvíce hlasů (83) ze všech kandidátů na dvě uvolněná místa v Radě ČTK, když byl předtím nominován hnutím SPD Tomia Okamury. Na zvolení v prvním kole mu chybělo 6 hlasů poslanců. Některá média při té příležitosti připomněla jeho kontroverzní výroky, např. „Oficiální výklad událostí z jedenáctého září je báchorka, v něčem ještě méně věrohodná, než jsou vámi zmíněné ‚konspirační teorie‘. Ze všech možných scénářů se mi jeví jako nejpravděpodobnější ten, jenž připouští podíl části mocenských struktur v rámci amerických elit na přípravě i provedení útoků.“ nebo „Česká televize je nástrojem levičácké propagandy neomarxistických směrů, jejichž součástí je i homosexualismus.“
Proti jeho případnému zvolení se postavila ČSSD či Federace židovských obcí. Ve druhém kole tajné volby, které se konalo 10. července 2019, získal nakonec jen 39 ze 180 hlasů a nebyl tak zvolen členem Rady ČTK (pro zvolení bylo třeba alespoň 91 hlasů).
Michal Semín je ženatý a je otcem devíti dětí.